# 15e régiment d'infanterie coloniale
Pour les articles homonymes, voir 15e régiment.
Le 15e régiment d'infanterie coloniale (15e RIC) est une unité des troupes coloniales françaises. Créée en 1900 à Madagascar sous le nom de 15e régiment d'infanterie de marine, il est dissous en 1903.

## Historique
Le régiment est créé à Madagascar le 27 mars 1900 sous le nom de 15e régiment d'infanterie de marine. Il détache jusqu'en 1901 une compagnie sur l'île de La Réunion. Le régiment est partiellement chargé de la défense du point d'appui de la flotte de Diégo-Suarez (baie de Diego-Suarez).
Renommé 15e régiment d'infanterie coloniale en juillet 1900, il fusionne dans le 13e régiment d'infanterie coloniale le 19 septembre 1903. Le 15e RIC est remplacé par le 3e régiment de tirailleurs malgaches et par un bataillon du 13e RIC, ce dernier devenant ensuite le bataillon d'infanterie coloniale de Diégo-Suarez.

## Personnalités ayant servi au régiment
- Paul Constant Caudrelier (1858-1914)
- Charles Barberot (1876-1915)